# أليكساندرو-نيفسكيي (رجازان)
أليكساندرو-نيفسكيي (بالروسية: Александро-Невский) هي مدينة في مقاطعة ريازان أوبلاست في روسيا. ويبلغ عدد سكانها حوالي 4083 نسمة.